# خوان مانوئل کوبلی
خوان مانوئل کوبلی (اسپانیایی: Juan Manuel Cobelli‎؛ زادهٔ ۲۷ فوریهٔ ۱۹۸۸) بازیکن فوتبال اهل آرژانتین است.

## باشگاهی
از باشگاه‌هایی که در آن بازی کرده‌است می‌توان به باشگاه فوتبال نیولز اولد بویز اشاره کرد.